# Sólido (matemáticas)

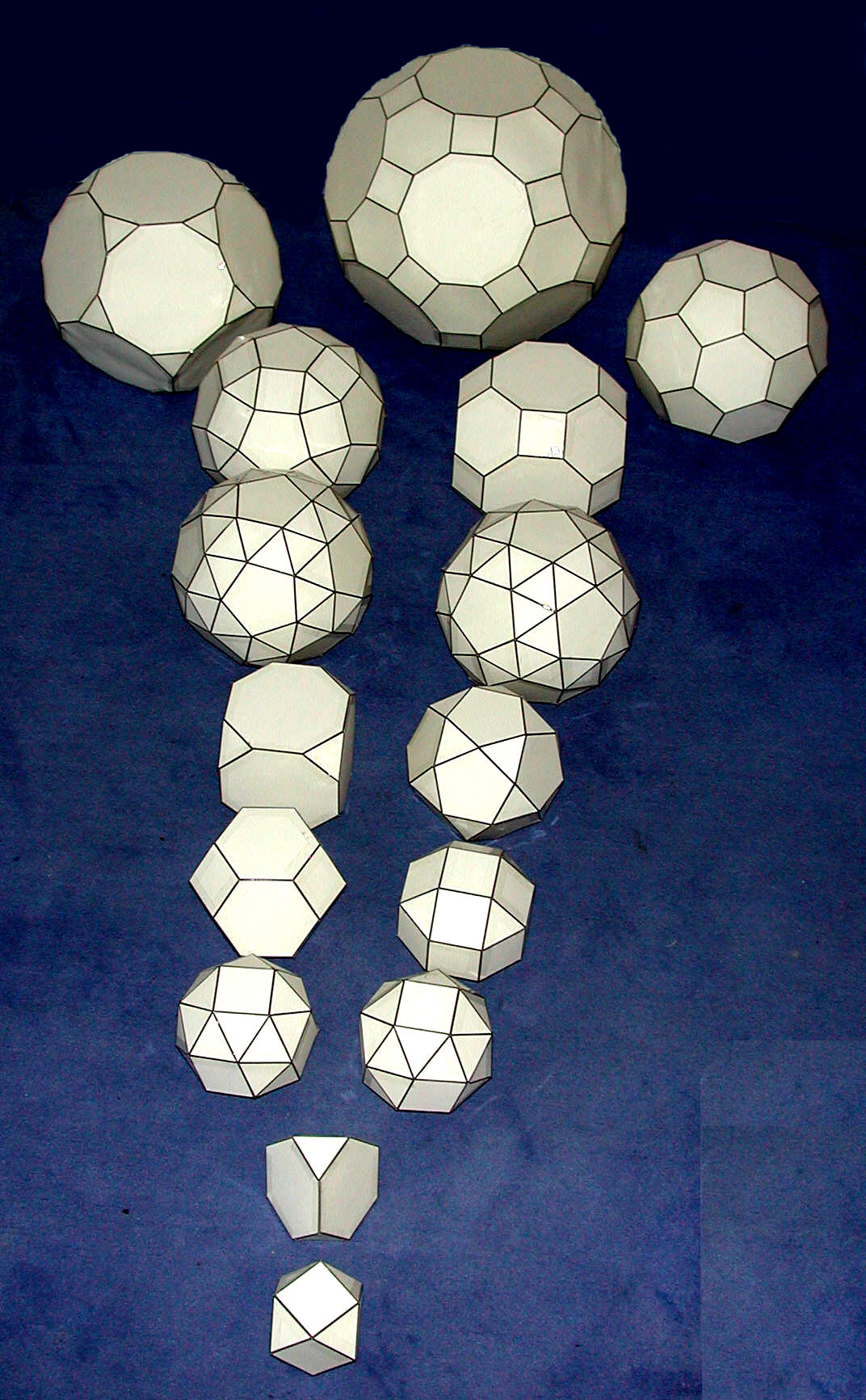
Sólidos arquimedianos.. Dos de ellos son quirales, y se muestran ambas formas, lo que da un total de 15 modelos.

## Cuerpo Sólido
Matemáticamente hablando, un "sólido" es un objeto del espacio {\displaystyle {R}^{3}\,} en el que la distancia entre dos de sus puntos es invariante ante desplazamientos (rotación o traslación). Un sólido tiene un volumen, una superficie, (puede tener) puntos y líneas notables. Como ejemplo de sólidos tenemos los poliedros y en particular los sólidos arquimedianos.

## Ángulo Sólido
Ángulo sólido es una generalización, al espacio, de la idea de ángulo plano.
Un ángulo sólido de vértice O, es una región del espacio generada por todas las semirrectas que tienen origen en O y cortan a un conjunto cerrado y simplemente conexo (sin agujeros) de una esfera centrada en O.